# سفر الحياة

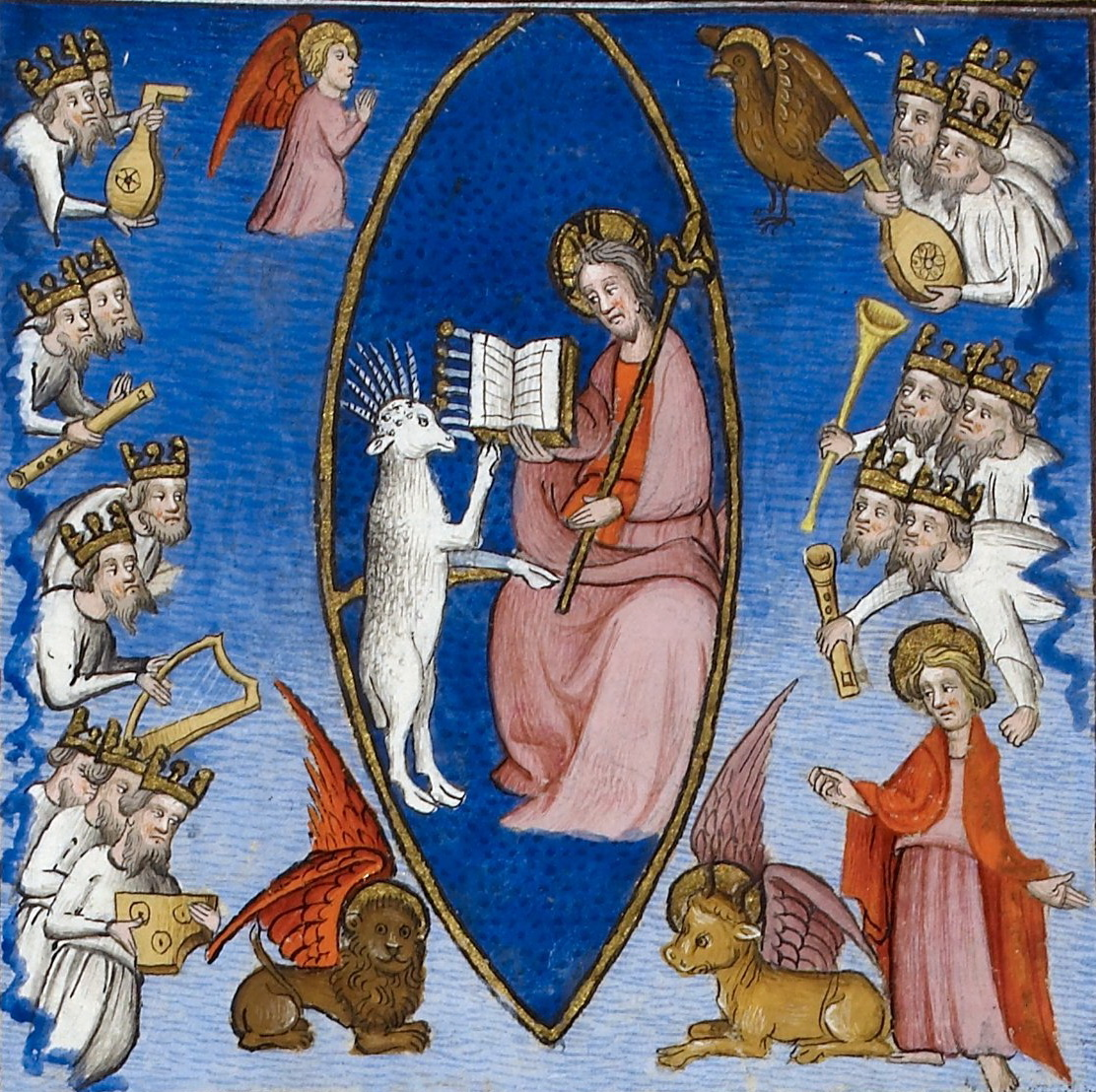

في اليهودية و‌المسيحية، سفر الحياة هو الكتاب الذي يسجل فيه الله أسماء كل شخص قُدر له الملكوت أو العالم الذي سيأتي. وفقًا للتلمود، يُفتح في يوم روش هاشناه، وكذلك نظيره الشرير، سفر الممات. لهذا السبب يزداد ذكر كتاب الحياة أثناء تلاوات صلاة آميدا خلال الأيام المقدسة، عشرة الأيام بين روش هاشناه، رأس السنة اليهودية، ويوم كيبور، يوم الغفران (اليومان المقدسان الرفيعان، في صلاة أونيتانيه توكيف تحديدًا).

## في الكتاب المقدس اليهودي
في الكتاب المقدس اليهودي يسجل سفر الحياة – كتاب أو سجلّ الله – إلى الأبد كل الناس الذين يعتبرهم الله أبرارًا. يدل المحو من هذا الكتاب على الموت. في معرض الإشارة إلى كتاب الحياة يجري الحديث عن البقية المقدسة على أنهم مكتوب لهم الحياة في أورشليم؛ ما يقارن بسفر حزقيال 9:4، حيث يُطلب من أحد المبعوثين السماويين «الذي كان يحمل دواة كاتب على جانبه» وسم جباه الأبرار ليعيشوا، بينما كتب على بقية سكان أورشليم الهلاك. تتحدث المزامير أيضًا عن كتاب للأحياء: «امحهم من كتاب الأحياء، ولا تكتبهم مع الصالحين».
حتى دموع الرجال مسجلة في كتاب الله. «كل من يوجد مكتوبًا في السفر ... يستيقظون هؤلاء إلى الحياة الأبدية». ربما يكون هذا السفر مطابقًا لـ «سفر الذكرى» الذي تُسجل فيه أعمال من يخشون الرب.

## في الأبوكريفا
يتحدث كتاب اليوبيلات الأبوكريفي عن لوحين أو كتابين سماويين: كتاب الحياة للأبرار، وسفر الممات لأولئك الذين يمشون في مسالك الدنس ويُكتبون في الألواح السمائية أعداءً (لله). أيضًا، وفق اليوبيلات 36:10، من يفتعل شرًا بحق جاره يُمحى من كتاب ذكرى البشر، ولا يُكتب في سفر الحياة، بل في كتاب الهلاك. في سفر دانيال 12:1 وأخنوخ 47:2 يوصَف «قديم الأيام» جالسًا على عرش مجده ومفتوح أمامه «سفر» أو «سفر الحياة» («الأحياء»). وهكذا، وفقًا لسفر أخنوخ 56:1، الأبرار «مكتوبون أمام مجد العظيم»، و، وفقًا لسفر أخنوخ 108:3، أن المخالفون «مُحوا من سفر الحياة ومن كتب المقدسين». وردت إشارة أيضًا في سفر راعي هرمس (الرؤية الثالثة؛ والتعليم الثامن؛ والمثل الثاني)؛ وفي سفر الرؤيا 3:5، و13:8، و12-20:15، حيث يُقال عن «كتابين» أنهما «مفتوحان أمام العرش، كتاب الحياة، وكتاب الممات، إذ يسجل الآثمون في الأخير مع أفعالهم الشريرة، بغية طرحهم في بحيرة النار». في كتاب الحياة أسماء الرسل «مكتوبة في السماء» (لوقا 10:20)، أو «الزملاء العاملون» لبولس (فيلبي 4:3)، و «مجمع الأبكار» (العبرانيين 12:23، قارن مع آي كليم. 45). يوجد تلميح أيضًا في سفر أخنوخ 81:4، و89:61، و17:90-20، و6:98-15، و104:7؛ وسفر باروخ الأول 24:1؛ وسفر صعود إشعياء 9:20.